# Abellerol comú
L'abellerol comú o abellerola (Merops apiaster) és una espècie d'ocell de l'ordre dels coraciformes i de la família dels meròpids. Molt acolorit, d'alimentació apívora (és a dir, menja abelles, vespes i borinots, entre altres insectes voladors).
En un sentit restrictiu, s'aplica el nom d'abellerol a aquesta espècie, però per extensió també reben el nom d'abellerol qualsevol de la resta de les espècies de la família dels meròpids.
És un ocell migratori, que marxa a l'hivern a l'Àfrica tropical i a l'Índia.
Nia a les zones més càlides de l'Europa del sud i en parts de l'Àfrica del Nord. Fa els nius fent forats en costers arenosos com, per exemple, en una terrassa fluvial. És nidificant a la península Ibèrica i als Països Catalans, on és una espècie legalment protegida. A la primavera és ocasional al nord d'Europa.

## Descripció morfològica
Com la resta dels meròpids, l'abellerol comú destaca per ser molt acolorit: la part superior del cos és de color groga i marronosa, les ales verdes i el bec negre. Pot fer fins a 30 cm de llarg, les dues plomes centrals de la cua incloses.
No hi ha dimorfisme sexual, si bé la femella acostuma de tenir les escapulars més verdoses que no pas daurades. La lliurea fora de l'època de reproducció és força més apagada, amb el dors verd blavós i sense les dues plomes caudals característiques. El plomatge dels individus joves és semblant al dels adults no-reproductors, però notablement menys acolorit. La muda prenupcial s'escau durant l'hivern a l'Àfrica, mentre que la post-nupcial comença entre el juny i el juliol i és ja completa entre l'agost i el setembre.

## Alimentació
Es nodreix a base d'insectes, amb predilecció pels de la família dels apoïdeus, incloent-hi també la vespa o el borinot; els caça a l'aire i evita consumir-ne el fibló. Ingereix uns 32 grams d'insectes diaris.
La problemàtica dels abellerols en l'apicultura no és el fet d'alimentar-se d'un nombre relativament reduït d'abelles obreres, sinó del fet que elimina també l'abella reina quan va o torna del viatge d'aparellament, i deixen així la colònia d'abelles òrfena i aquesta acaba desapareixent.

## Reproducció
Fa el niu, solitari o en colònies, en talussos terrosos i sorrencs tous de la vora dels rius i rieres. Consisteix el niu en un túnel llarg (de fins a 2 m) que desemboca en una cambra, que no entapissen de cap manera, sinó que hi ponen els ous directament.